# Italpress
Italpress è un'agenzia di stampa italiana a carattere nazionale con sede centrale a Palermo e redazioni a Roma e Milano.

## Descrizione
Italpress nasce come agenzia specializzata nell'informazione sportiva. Nel 1988 il giornalista Gaspare Borsellino (allora appena ventenne) avvia un notiziario quotidiano. L'agenzia nasce ufficialmente nel 1993. Gaspare Borsellino detiene la carica di direttore responsabile.

Dal 2008 Italo Cucci è il direttore editoriale. Caporedattore centrale Angelo Brocato, caporedattore allo Sport Gianfranco Merenda. Tra i collaboratori più prestigiosi figura la firma di Franco Zuccalà (dal 2000).
Italpress è un'agenzia generalista che trasmette mediamente circa duemila lanci al giorno. Diffonde notiziari quotidiani multimediali di Economia, Politica, Spettacoli, Cronaca, e di settore (Motori, Energia, Ambiente, Turismo, Legalità, Salute, Immobiliare).

A livello regionale, inoltre, Italpress trasmette sulle sue reti notiziari dedicati alla Sicilia e al Mezzogiorno, al Lazio e alla Lombardia, al Nordovest e un Notiziario RegionI nel quale confluiscono le notizie principali di tutte le regioni italiane.
Nel 2013 è nata «Malta News Agency» agenzia di stampa di Malta, promossa da Italpress, con lanci in lingua inglese.
Nel 2022 ha ricevuto dal Comitato olimpico nazionale italiano la Stella al merito sportivo.
Nel 2023 Italpress è tra i fondatori di «La4News – Agenzie in Rete», una rete d'imprese formata coinvolgendo MF Newswires (l'agenzia stampa di Milano Finanza), 9Colonne e Agenzia Nova. È la prima rete di imprese formata da agenzie di stampa italiane. Gaspare Borsellino è il primo presidente.

## Emittenti affiliate
Attualmente il notiziario è trasmesso dalle seguenti emittenti. Questa lista è suscettibile di variazioni e potrebbe essere incompleta o non aggiornata.

| Regione  | Emittente  | LCN | Mux          | Note |
| -------- | ---------- | --- | ------------ | ---- |
| Campania | +n Piuenne | 17  | mux Canale 8 |      |
| Lazio    | TRL        | 80  | Mux Eitowers |      |